# Aljoscha (Künstler)

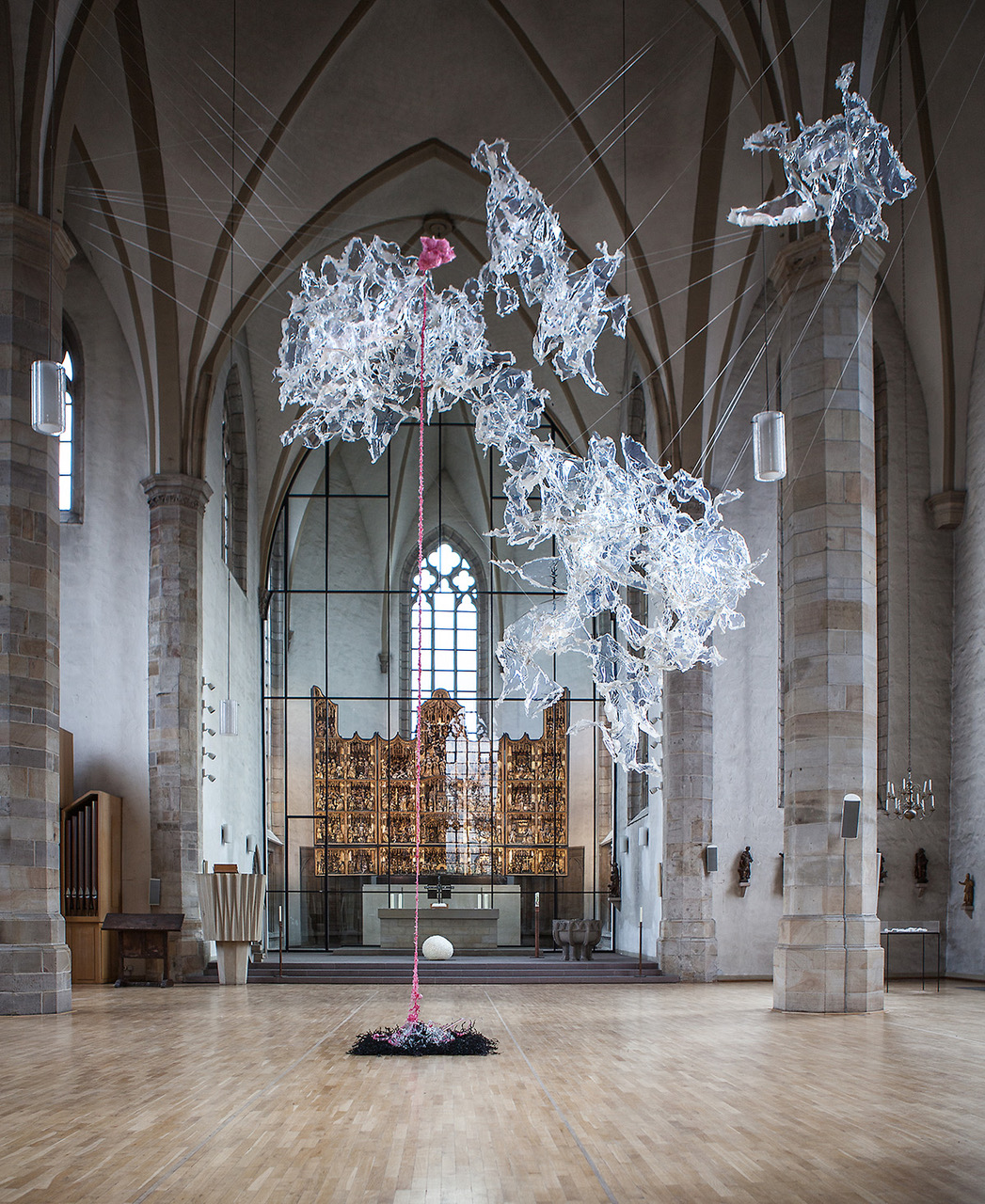
Aljoscha, Installation Funiculus umbilicalis, St. Petri, Dortmund, 2015

Aljoscha (ukrainisch Альо́ша; * 1974 in Losowa, Ukrainische SSR, als Olexiy Potupin) ist ein ukrainischer Bildhauer und Maler, der für konzeptionelle Installationen und Skulpturen basierend auf Ideen des Bioismus, des Biofuturismus und des bioethischen Abolitionismus bekannt ist.

## Werk
Jenseits der neuen Ästhetik des Bioismus beruht Aljoschas künstlerische Praxis auf bioethischen und zukunftsphilosophischen Prioritäten – insbesondere auf der Idee der Auslöschung von Leid sowie dem Konzept des Paradies-Engineerings.
Bioismus (oder Biofuturismus) stellt den Versuch dar, neue Lebensformen zu entwickeln und eine Ästhetik für die Zukunft organischen Seins zu schaffen. Jedes Werk wird vom Künstler als hypothetisches Lebewesen verstanden – als Ausdruck synthetischer Vitalität, Komplexität, morphologischer Vielfalt und Devianz. Der Bioismus repräsentiert den Übergang von einer reproduktiven zu einer generativen Kunst: weg von der Darstellung bereits existierender biologischer Formen hin zur Schöpfung alternativer Ontologien und Lebenswelten. Dieses Paradigma erweitert den Begriff des Lebens, indem es leblose Materie mit evolutionärem Potenzial auflädt und den Weg zu einer Symbiose von Kunst, Bioethik und Biotechnologie ebnet.
In Aljoschas visionärer Zukunftsprojektion verschmelzen lebendige Systeme mit dem Alltäglichen – von lebenden Möbeln und Architekturen bis zu interplanetaren Biosphären – mit der künstlerischen Möglichkeit, leidfreie Lebensformen zu gestalten. Somit erscheint der Bioismus nicht nur als ästhetische Plattform, sondern als ethisches Manifest des bioethischen Abolitionismus – mit der Perspektive, Museen in Labore biosensitiver Vielfalt und Kunst in ein praktisches Instrument verantwortungsvoller Lebensgestaltung zu transformieren.

## Biografie
Aljoscha kam 1974 in Losowa, damals russisch Losowaja in der ukrainischen Oblast Charkiw zur Welt. In den Jahren 2001/2002 war er Gasthörer an der staatlichen Kunstakademie Düsseldorf bei Konrad Klapheck.
2006 besuchte er die Internationale Sommerakademie Salzburg bei Shirin Neshat & Shoja Azari.
2008 erhielt er den 1. Preis in Skulptur auf der XXXV. Premio Bancaja, Valencia, Spanien und 2009 den Skulpturpreis „Schlosspark 2009“ in Köln. 2010 „bioism uprooting populus“, Installationsprojekt gefördert durch die Karin Abt-Straubinger Stiftung, Stuttgart.
Er erhielt Förderstipendien von 2010 bis 2011 bei Hybridartprojects in Buenos Aires, Argentinien und in El Zonte, El Salvador,  2011 bei Kunstgarten Graz, Österreich, 2012 am Museo de Arte Moderno (Mexiko-Stadt), in Venedig, Italien und 2012 bei Hybridartprojects (Buenos Aires, Argentinien) in Mandrem, Indien.
Seit 2003 lebt und arbeitet er in Düsseldorf.

## Einzelausstellungen (Auswahl)
- 2009: Bioism,[11] Museo di Palazzo Poggi, Bologna, Italien
- 2009: Biofuturism[12], Krefelder Kunstverein, Krefeld, Deutschland
- 2011: Objekt als Wesen[13], Kunstverein APEX, Göttingen, Deutschland
- 2012: Abiogenesis,[14] d-52 Raum für zeitgenössische Kunst, Düsseldorf, Deutschland
- 2013: Der ca. 20 Lichtjahre große Nebel enthält Staubsäulen, die bis zu 9,5 Lichtjahre lang sind und an deren Spitze sich neue Sterne befinden,[15] Raum e.V., Düsseldorf, Deutschland
- 2014: Lotuseeffekt, Goethe-Institut Sofia, Bulgarien
- 2014: Bioism,[16] Erarta Museum, St. Petersburg, Russland
- 2015: Funiculus umbilicalis,[17] St. Petri, Dortmund, Deutschland
- 2015: Animismus und Bioismus,[18] Nationales Naturkundemuseum und Goethe-Institut, Sofia, Bulgarien
- 2016: Bioethics,[19] Gallery Y, Minsk, Belarus
- 2016: Iconoclasm and Bioism[20], Julia Ritterskamp, Düsseldorf, Deutschland[21][22][23]
- 2017: A Notion of Cosmic Teleology,[24] Chiesa Santa Rita, Rome, Italien
- 2017: The Gates of the Sun and The Land of Dreams[25], Museum Schloss Benrath, Düsseldorf, Deutschland
- 2017: Über die Umschwünge der himmlischen Kreise (De revolutionibus orbium coelestium),[26] Tonhalle Düsseldorf, Düsseldorf, Deutschland
- 2018: Die Biologie des Glücks, Kunstraum Dornbirn, Österreich
- 2019: Modelle der nie dagewesenen Arten, Kunstverein Paderborn[27];  Alterocentric Eudaimonia[28], Kunst-Station Sankt Peter Köln und Aachener Weiher, Köln, Deutschland
- 2020: Miraculous Draught, Cathedral of Saint John the Divine, New York, USA[29]
- 2021: Vivimos el mejor de los tiempos. Estamos comenzando a construir el Paraíso,[30][31] Palacio de Santoña, Madrid, Spanien
- 2021: ¿Puedo alimentar a los monos de Gibraltar?,[32] Espacio Sin Título de Cano Estudio, Madrid, Spanien
- 2022: Personal universe functions as a fundamental consciousness rather than a cosmic mess of discrete parts, Dommuseum Hildesheim,[33] Hildesheim, Deutschland
- 2022: Reinvigorated, Rejuvenated, Katharinenkirche, Burg Bentheim in cooperation with gopea-kunstraum, Bad Bentheim, Deutschland[34]
- 2022: The Evolutionary Optimism, Bucerius Kunst Forum, Hamburg[35]
- 2022: Stope insanity, seek for kindness!,[36] Fondazione Sant'Elia, Palermo, Italien
- 2022: Wesen für Frieden und Freiheit,[37] Kunstverein Gelsenkirchen, Deutschland
- 2022: Anti-war Intervention in Kiev 2022,[38] masc foundation, Vienna, Österreich
- 2022: Bioethische Abweichung als Grundprinzip der Paradiesgestaltung,[39] Johanneskirche, Düsseldorf, Deutschland
- 2022: Invincible Happiness Not Just For Humans, But For All Sentient Life,[40] Beck & Eggeling Gallery, Düsseldorf, Deutschland
- 2022: Our world has changed abruptly,[41] Goethe-Institut, Windhoek, Namibia
- 2022: Flüstern des Raums / Forming Divinity,[42] Osthaus Museum and Emil Schumacher Museum, Hagen, Deutschland
- 2022: Distant Posterity,[43] Galerie Priska Pasquer, Cologne, Deutschland
- 2022: Extraterrestrial Origin of Life,[44] Technical University, Dresden, Deutschland
- 2023: Composing Bioethical Choices,[45] Fondazione Made in Cloister, Naples, Italien
- 2023: Transitional Era, Johanniterkirche,[46] Feldkirch, Österreich
- 2023: Paradise Hypothesis,[47] Galerie Priska Pasquer, Paris, France
- 2023: The Signs of Hope,[48] Periscope, Salzburg, Österreich
- 2023: Composing Bioethical Choices,[49] Dreieinigkeitskirche, Munich, Deutschland
- 2024: Schwebend im Äther des Unwirklichen,[50] Dreieinigkeitskirche, Eschweiler, Deutschland
- 2024: Mutative Transitions into Organic Utopia,[51] Tempesta Gallery, Milan, Italy
- 2024: Deviations of Kindness,[52] Sant'Angelo (Santa Maria degli Angeli), Milan, Italien
- 2024: Solidarity With Victims,[53] Tribeca Synagogue, New York, USA
- 2024: Monadology of Consciousness and Space,[54] Lauffenmühle, Lauchringen, Deutschland
- 2024: Translucent Minds beyond of Gravitation,[55] Museum Langenargen, Deutschland
- 2024: Solidarity With Victims,[56] Brodsky Synagogue in Kyiv, Ukraine
- 2024: Emergent Properties Evolve Existence,[57] Galerie Maximilian Hutz, Hard, Österreich
- 2024: Celestial Bodies Guide Us Through Dark Times[58], Donopoulos International Fine Arts - DIFA, Thessaloniki, Griechenland
- 2024: Project Hope,[59] Ludwig Museum, Koblenz, Germany
- 2025: Mannigfaltigung von paradiesischen Welten,[60] Cavazzen Museum, Lindau, Deutschland
- 2025: Khēmia of Ma'at,[61] YermilovCentre, Kharkiv, Ukraine